# Энтероптоз
Энтероптоз (Синдром Гленара, Спланхноптоз, Висцероптоз) — состояние, при котором петли кишечника расположены ниже своего нормального анатомического положения. Энтероптоз развивается из-за опущения внутренних органов, обусловленных слабостью ретикуло-эндотелиальной системы, быстрым похудением, растяжением брюшной стенки.

## История
Энтероптоз считался причиной различных заболеваний органов брюшной полости, для устранения энтероптоза выполнялись различные операции. В настоящее время доказано, что никаких заболеваний энтероптоз не вызывает. Болезнь также называют Синдром Гленара, в честь французского врача Франца Гленара, который занимался исследованием этой болезни. Гленар, обследовав 1310 больных обнаружил у 148 (у 131 женщины и у 17 мужчин) блуждающую почку, причём 110 раз была смещена правая почка, 18 раз обе почки и 3 раза левая почка.

## Виды
Энтероптоз бывает конституциональным и приобретенным:
- Конституциональный энтероптоз бывает у лиц астеничного телосложения вследствие врожденной слабости связок.
- Приобретенный энтероптоз бывает вследствие растяжения и ослабления мускулатуры брюшной стенки и таза, при резком похудении[2].

## Лечение
Лечение энтероптоза обычно консервативное — диетическое питание, физиотерапевтические процедуры, физкультура, также рекомендуется ношение бандажа. Оперативное вмешательство производят в основном при различных осложнениях.